# Poverhiv, Mîkolaiiv
Poverhiv (în ucraineană Повергів) este un sat în comuna Kolodrubî din raionul Mîkolaiiv, regiunea Liov, Ucraina.

## Demografie
Componența lingvistică a localității Poverhiv
     Ucraineană (99,19%)
     Alte limbi (0,81%)
Conform recensământului din 2001, majoritatea populației localității Poverhiv era vorbitoare de ucraineană (99,19%), existând în minoritate și vorbitori de alte limbi.